# Lasiestra
Lasiestra là một chi bướm đêm thuộc họ Noctuidae.